# Дзежковиці-Воля
Дзежковіце-Воля (пол. Dzierzkowice-Wola) — село в Польщі, у гміні Дзешковиці Красницького повіту Люблінського воєводства.
Населення — 567 осіб (2011).

## Демографія
Демографічна структура станом на 31 березня 2011 року:
|          | Загалом | Допрацездатний вік | Працездатний вік | Постпрацездатний вік |
| -------- | ------- | ------------------ | ---------------- | -------------------- |
| Чоловіки | 265     | 59                 | 168              | 38                   |
| Жінки    | 302     | 63                 | 169              | 70                   |
| Разом    | 567     | 122                | 337              | 108                  |